# Aischrocrania parabrevimedia
Aischrocrania parabrevimedia är en tvåvingeart som beskrevs av Chen och Wang 2008. Aischrocrania parabrevimedia ingår i släktet Aischrocrania och familjen borrflugor. Inga underarter finns listade i Catalogue of Life.